# Il paese del maleficio
Il paese del maleficio (titolo originale Calamity Town) è un romanzo giallo di Ellery Queen, pubblicato nel 1942. È il primo romanzo del cosiddetto "ciclo di Wrightsville", ambientato in una immaginaria cittadina del New England che farà da sfondo ad almeno altri quattro romanzi e alcuni racconti della produzione dei due autori.

## Trama
Ellery Queen, il famoso detective e scrittore, arriva in una cittadina del New England, alla ricerca di un luogo tranquillo dove stabilirsi per scrivere il suo nuovo romanzo. Wrightsville sembra fare al caso suo; il paese incastonato fra i boschi sembra un concentrato delle virtù e delle bellezze dell'America di provincia. C'è solo una piccola difficoltà: l'unica casa disponibile da prendere in affitto appartiene alla famiglia Wright, la più antica e ricca della città, e ha una pessima fama. Corre addirittura voce che gravi su di essa una maledizione, da quando Jim Haight, promesso sposo di Nora Wright, una delle figlie del capofamiglia John F., abbandonò la fidanzata alla vigilia delle nozze e l'edificio, destinato a diventare l'abitazione degli sposi, rimase abbandonato. Ellery riesce a convincere i Wright ad affittargli la casa facendo leva sulla sua fama di scrittore, sebbene nessuno a Wrightsville conosca la sua vera identità; il detective si presenta come "Ellery Smith". Dopo qualche settimana, però, una notizia sensazionale scuote la cittadina: Jim Haight è tornato improvvisamente, e lui e Nora si sposano su due piedi: la supposta maledizione della casa sembra destinata a svanire nel nulla. Ellery viene invitato a rimanere ospite dai Wright, ma un giorno, mentre è impegnato nelle operazioni di trasloco insieme alla sorella di Nora, Pat, da un libro di tossicologia appartenente a Jim Haight saltano fuori delle lettere, indirizzate alla sorella di Jim e datate di lì a pochi mesi, che descrivono la misteriosa malattia e la morte di sua moglie. Jim sta forse preparando un piano per avvelenare Nora?

## Personaggi principali
- John F. Wright -  presidente della Banca Nazionale di Wrightsville
- Hermione Wright - sua moglie
- Lola Wright, Nora Wright, Patricia (Pat) Wright - figlie di John e Hermione
- Jim Haight - cassiere della Banca Nazionale di Wrightsville, fidanzato di Nora
- Rosemary Haight - sorella di Jim
- Dottor Milo Willoughby - medico
- Giudice Eli Martin - avvocato, amico dei Wright
- J.C. Pettigrew - agente immobiliare
- Frank Lloyd - proprietario ed editore del Wrightsville Record
- Emmeline DuPré - la pettegola di Wrightsville
- Vic Carlatti - proprietario di una bisca clandestina
- Roberta Roberts - giornalista
- Carter Bradford - procuratore distrettuale, fidanzato di Pat Wright
- Dakin - capo della polizia di Wrightsville
- Ellery Queen - scrittore, investigatore

## Critica
"Calamity Town è infatti il lavoro centrale dell'opera queeniana, quello in cui Dannay e Lee abbandonano, congedandosene per un attimo, le strutture del romanzo-enigma da loro creato negli anni '30 per entrare in un mondo totalmente nuovo, nel quale sentimenti e simbologia hanno eguale o maggior valore degli indizi e delle false piste sulle quali i due cugini avevano costruito la loro popolarità. [...] con Calamity Town Ellery Queen si inserisce per la prima volta nella grande tradizione letteraria americana. In questa opera i referenti più immediati e visibili, a differenza dei suoi romanzi degli anni '30, che orgogliosamente si vantavano di discendere da quelli di S.S. Van Dine, sono esplicitamente non polizieschi: da Edgar Lee Masters a Thornton Wilder. [...] Non è comune, e non lo era nel 1942, incontrare un romanzo giallo scritto «così bene». L'americano di Queen, sia nelle parti colloquiali che in quelle più letterarie, è una lingua ricchissima di sfumature, estremamente sonora nella sua riproduzione del parlato e particolarmente evocativa nelle frequenti, ma non retoriche o cartolinesche, descrizioni della natura."

"La prima storia di Wrightsville è un capolavoro di ambientazione e personaggi. Ma gli elementi chiave del mistero non sono difficili da individuare. In ogni caso, meritatamente riconosciuto come un classico."

## Opere derivate
Nel 1979 il regista Yoshitaro Nomura diresse un film tratto da questo romanzo, dal titolo Haitatsu Sarenai Santsu no Tegami, ossia Le tre lettere non consegnate. Nella versione cinematografica è assente il personaggio di Ellery Queen.
Frederic Dannay fu presente alla prima a Tokyo, dove fu ricevuto con grandi onori.

## Edizioni italiane
- Il paese del maleficio, Collana I Libri Gialli. Nuova serie n.133, Milano, Arnoldo Mondadori Editore, agosto 1951. [trad. parziale] - Collana I Capolavori dei Gialli n.61, Mondadori, 1957; Prefazione di Alberto Tedeschi, Collana Oscar del giallo n.3, Mondadori, 1975; Collana Oscar n.1116, Mondadori, 1979-1991, ISBN 978-88-041-7615-2; I Grandi Bestsellers, Mondadori-De Agostini, 1987; Collana I Classici del Giallo n.626, Mondadori, 1991; IV ristampa, Oscar Gialli, Mondadori, 1994.
- Il paese del maleficio, traduzione di Franco Cordelli, Collana I Classici del Giallo illustrati, Milano, Mondadori, 2000, ISBN 978-88-044-8222-2. [trad. integrale] - Collana I Classici del Giallo n.912, Mondadori, 2002; Collana Oscar varia n.1827, Mondadori, 2002, ISBN 978-88-045-0813-7; Collana Oscar Scrittori moderni n.1985, Mondadori, 2008, ISBN 978-88-045-8130-7.
- Il paese del maleficio, traduzione di Mauro Boncompagni, Collana I Classici del Giallo Mondadori n.1458, Milano, Mondadori, 2022, ISBN 977-00-098-4236-9.